# Hundsangener Bach
Der Hundsangener Bach ist der gut zweieinhalb Kilometer lange rechte Quellbach des Lohbachs im rheinland-pfälzischen Westerwald. Manche sehen ihn jedoch nur als seinen  Zufluss an.

## Geographie

### Verlauf
Der Hundsangener Bach entspringt in einer Gewerbezone im Westteil von Hundsangen. Er läuft zunächst in südöstlicher Richtung oberirdisch durch den Ort, taucht unweit der Wiesenstraße in den Untergrund ab und erscheint erst östlich, außerhalb der Ortschaft, wieder an der Oberfläche. Er wendet sich nun nach Nordosten und wird etwas weiter bachabwärts auf seiner linken Seite von einem aus Nordwesten kommenden Bach gespeist. Er fließt jetzt zunächst durch einen Au-, später durch einen Hochwald und vereinigt sich schließlich direkt an der Grenze zu Hessen nahe der Pletschmühle mit dem aus dem Norden kommenden Horbach zum Lohbach.

### Flusssystem Elbbach
- Fließgewässer im Flusssystem Elbbach